# Petechiën

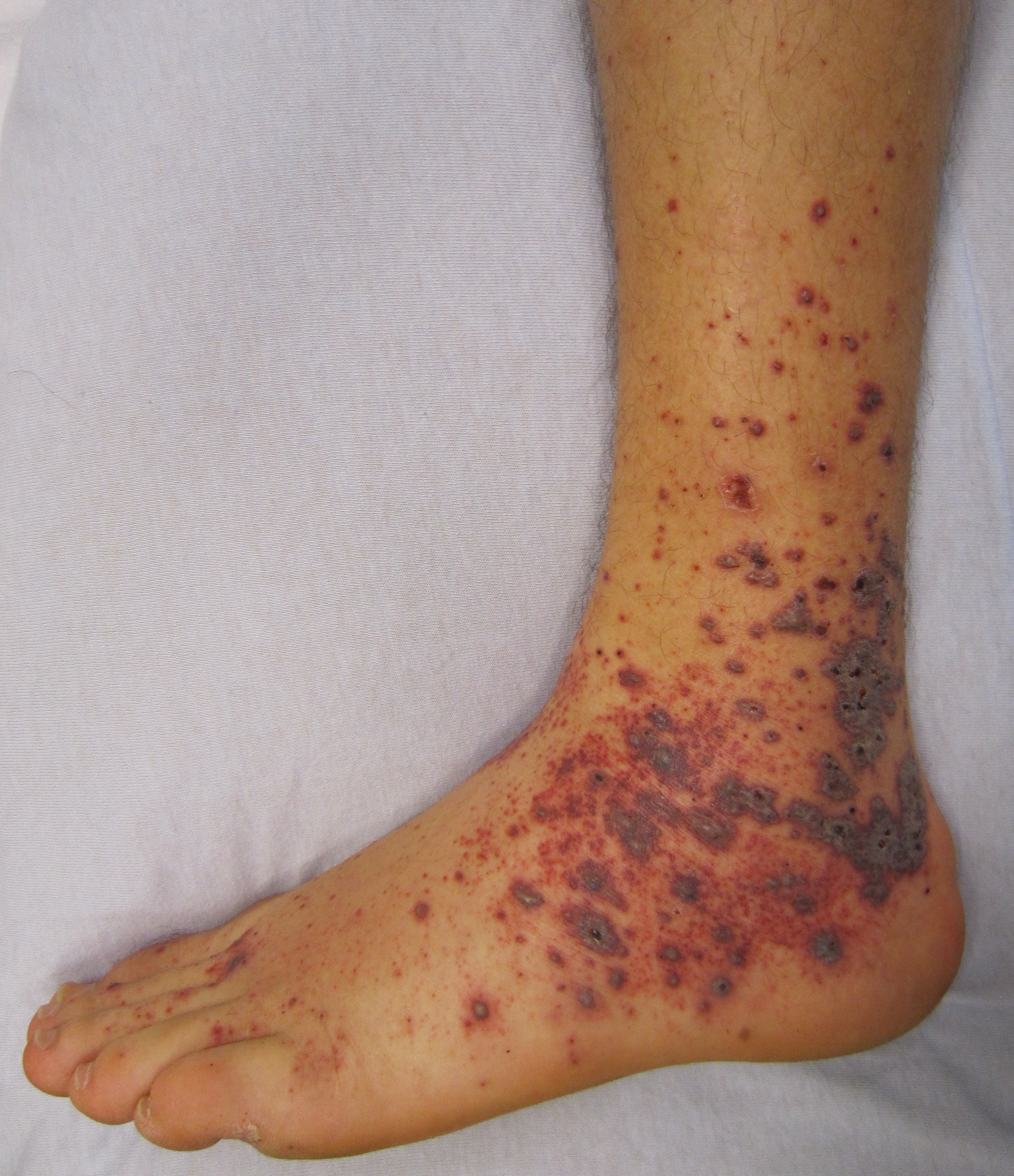
Ecchymosen en petechiën aan het onderbeen, ontstaan door vasculitis

Petechiën zijn kleine (0,5-1 mm) rode of paarse puntvormige huidbloedingen en worden veroorzaakt door een zeer kleine oppervlakkige bloeduitstorting. Kenmerkend voor petechiën is dat ze bij druk op de huid, bijvoorbeeld met een glaasje, niet verbleken, wat bij rode verkleuringen die veroorzaakt worden door verwijde bloedvaatjes of te veel bloedvaatjes wel het geval is. Het bloed in een petechia bevindt zich namelijk niet meer in een bloedvat maar in de huid en kan daaruit niet worden weggedrukt. Grotere spontane bloedingen in de huid worden ecchymosen of purpura genoemd.

## Oorzaken
- onvoldoende stelping van microtraumata van haarvaten door te weinig of niet goed werkende bloedplaatjes.
- te gemakkelijk ontstaan van bloedinkjes door vaatwanden die fragieler zijn dan normaal.

Petechiën kunnen te zien zijn bij trombocytopenie (te weinig bloedplaatjes in het bloed), maar ook bij medicijngebruik waarbij de werking van de bloedplaatjes beïnvloed wordt en bij ziekten waarbij de vaatwand van de haarvaten kwetsbaarder is dan normaal. Ook kunnen ze te zien zijn bij grote druk van de bloedvaten in het weefsel zoals bij gebruik van een stuwband, bij excessief hoesten, bij wurging, of bij kinderen weleens na ondersteboven hangen aan de rekstok, in het gelaat. Bij vrouwen die hard geperst hebben bij een bevalling zijn nadien weleens wat petechiën in het gezicht te zien. Petechiën treden ongeacht de oorzaak het eerst op waar de druk het hoogst is, dus behoudens de eerder genoemde bijzondere gevallen meestal aan de benen.
Petechiën bij een zieke tot zeer zieke patiënt (met meestal ook hoge koorts) wijzen op sepsis, bijvoorbeeld door hersenvliesontsteking en zijn een reden voor onmiddellijke ziekenhuisopname.
Ook bij iemand die zich verder goed voelt en bij wie geen onschuldige oorzaak aan te wijzen is zoals extreem hoesten of persen is het echter belangrijk om bij het ontdekken van petechiën onderzoek te doen naar trombocytopenie of vasculitis. Dit laatste is een vaatontsteking waarbij behandeling in een vroeg stadium grote schade kan voorkomen. In elk geval is het aan te raden binnen één of twee dagen na ontdekking langs de huisarts te gaan die meestal bloedonderzoek zal willen verrichten. Om te zien of iemand ongewoon makkelijk petechiën krijgt is er de stuwbandtest, (Rumpel-Leedetest) waarbij een bloeddrukmanchet vijf minuten rond een arm wordt opgeblazen tot een druk midden tussen de systolische en diastolische bloeddruk in. Bij meer dan 20 petechiën per vierkante inch wordt de test positief genoemd.
Bij kinderen kunnen petechiën ook ontstaan door virale infecties. In dit geval hoeft er niet per se een gevaarlijke ziekte aan ten grondslag te liggen. Petechiën kunnen echter ook een teken zijn van ziekten als hersenvliesontsteking, trombocytopenie, primaire hemorragische diathese en leukemie. Daarom moet hun aanwezigheid niet worden genegeerd.